# Kostel svatého Tomáše (Svatý Tomáš)
Kostel svatého Tomáše ve Svatém Tomáši je kulturní památka České republiky. Římskokatolická církev jej vede pod názvem kaple Božího Těla, taktéž se označuje jako kostel sv. Tomáše ke cti Těla Božího.

## Historie
Kostel svatého Tomáše byl postaven v letech 1257 až 1258 Vítkem I. z Krumlova. V roce 1348 byl Petrem I. z Rožmberka přestavěn a zasvěcen Božímu Tělu. V roce 1361 byl kostel uváděn jako farní kostel. V roce 1520 se stal filiálním kostelem farnosti Rychůvek. Poté byl poutním kostelem. Během josefinismu byly poutě zrušeny, poté v roce 1856 zas obnoveny. Roku 1858 nechal Jan Adolf II. ze Schwarzenbergu kostel na vlastní náklady přestavět, a to v novogotickém stylu.
Po 2. světové válce se kostel ocitl v hraničním pásmu a chátral. V roce 1989 byl kostel opět zpřístupněn a od roku 1991 byl na popud spolku založeného Johannem Bertlwieserem rozsáhle zrekonstruován. K vysvěcení zvonů došlo v roce 1996 a v roce 1997 byl kostel vysvěcen budějovickým biskupem Antonínem Liškou.

## Popis
Kostel má jednu chrámovou loď – byla při přestavbě snížena; strop lodě je dřevěný. Presbytář (kněžiště) má křížovou klenbu z 2. čtvrtiny 16. století. Původní vnitřní zařízení kostela se nedochovalo. Dvě gotické sochy (sv. Barbory a sv. Kateřiny), které původně byly v tomto kostele a které pocházejí z 80. let 14. století, jsou v regionálním muzeu v Českém Krumlově.